# Championnat de Yougoslavie de football 1952
Navigation
Saison précédente Saison suivante
La saison 1952 du Championnat de Yougoslavie de football était la vingt-troisième édition du championnat de première division en Yougoslavie. Les douze meilleurs clubs du pays prennent part à la compétition et sont répartis en deux groupes où ils affrontent deux fois leurs adversaires, à domicile et à l'extérieur. À l'issue de cette première phase, les deux premiers jouent la poule pour le titre, les 3e et 4e la poule de classement et les deux derniers la poule de relégation. Cette saison est raccourcie afin de permettre à la prochaine de démarrer en septembre 1952 et de suivre le rythme majoritairement utilisé dans l'ensemble de l'Europe.
C'est le club de l'Hajduk Split qui remporte la compétition, en terminant en tête de la poule pour le titre, avec un point d'avance sur le tenant du titre, l'Étoile rouge de Belgrade et cinq sur le Lokomotiva Zagreb. C'est le 4e titre de champion de Yougoslavie de l'histoire du club.

## Les clubs participants
| - Partizan Belgrade - Dinamo Zagreb - Étoile rouge de Belgrade - Hajduk Split - BSK Belgrade - FK Vojvodina Novi Sad | - NK Zagreb - Lokomotiva Zagreb - FK Mačva Šabac - FK Sarajevo - FK Vardar Skopje - Promu de D2 - FK Rabotnički Skopje - Promu de D2 |

## Compétition
Les classements sont effectués en utilisant le barème classique (victoire à 2 points, match nul un point, défaite zéro point).

### Première phase

#### Groupe A
| Rang | Équipe                   | Pts | J  | G | N | P | Bp | Bc | Diff |
| ---- | ------------------------ | --- | -- | - | - | - | -- | -- | ---- |
| 1    | Dinamo Zagreb            | 16  | 10 | 8 | 0 | 2 | 27 | 13 | +14  |
| 2    | Lokomotiva Zagreb        | 14  | 10 | 7 | 0 | 3 | 20 | 9  | +11  |
| 3    | Partizan Belgrade        | 12  | 10 | 6 | 0 | 4 | 24 | 15 | +9   |
| 4    | Vojvodina Novi Sad       | 10  | 10 | 5 | 0 | 5 | 21 | 15 | +6   |
| 5    | FK Rabotnički Skopje (P) | 5   | 10 | 2 | 1 | 7 | 9  | 30 | -21  |
| 6    | FK Mačva Šabac           | 3   | 10 | 1 | 1 | 8 | 10 | 29 | -19  |

|  | Participation à la poule pour le titre |
|  | Participation à la poule de classement |
|  | Participation à la poule de relégation |
|  | (P) : Promu de deuxième division       |

#### Groupe B
| Rang | Équipe                       | Pts | J  | G | N | P | Bp | Bc | Diff |
| ---- | ---------------------------- | --- | -- | - | - | - | -- | -- | ---- |
| 1    | Étoile rouge de Belgrade (T) | 14  | 10 | 7 | 0 | 3 | 20 | 16 | +4   |
| 2    | Hajduk Split                 | 12  | 10 | 6 | 0 | 4 | 23 | 11 | +12  |
| 3    | BSK Belgrade                 | 10  | 10 | 4 | 2 | 4 | 19 | 12 | +7   |
| 4    | FK Vardar Skopje (P)         | 10  | 10 | 5 | 0 | 5 | 13 | 18 | -5   |
| 5    | NK Zagreb                    | 8   | 10 | 3 | 2 | 5 | 7  | 12 | -5   |
| 6    | FK Sarajevo                  | 6   | 10 | 3 | 0 | 7 | 8  | 21 | -13  |

|  | Participation à la poule pour le titre                 |
|  | Participation à la poule de classement                 |
|  | Participation à la poule de relégation                 |
|  | (T) : Tenant du titre (P) : Promu de deuxième division |

### Seconde phase

#### Poule pour le titre
| Rang | Équipe                       | Pts | J | G | N | P | Bp | Bc | Diff |
| ---- | ---------------------------- | --- | - | - | - | - | -- | -- | ---- |
| 1    | Hajduk Split                 | 9   | 6 | 4 | 1 | 1 | 12 | 4  | +8   |
| 2    | Étoile rouge de Belgrade (T) | 8   | 6 | 3 | 2 | 1 | 11 | 6  | +5   |
| 3    | Lokomotiva Zagreb            | 4   | 6 | 2 | 0 | 4 | 12 | 19 | -7   |
| 4    | Dinamo Zagreb                | 3   | 6 | 0 | 3 | 3 | 8  | 14 | -6   |

|  | Champion de Yougoslavie 1952 |
|  | (T) : Tenant du titre        |

#### Poule de classement
| Rang | Équipe                | Pts | J | G | N | P | Bp | Bc | Diff |
| ---- | --------------------- | --- | - | - | - | - | -- | -- | ---- |
| 5    | BSK Belgrade          | 11  | 6 | 5 | 1 | 0 | 15 | 6  | +9   |
| 6    | Partizan Belgrade (C) | 7   | 6 | 3 | 1 | 2 | 17 | 11 | +6   |
| 7    | FK Vardar Skopje (P)  | 5   | 6 | 2 | 1 | 3 | 8  | 15 | -7   |
| 8    | Vojvodina Novi Sad    | 1   | 6 | 0 | 1 | 5 | 7  | 15 | -8   |

|  | (C) : Vainqueur de la Coupe de Yougoslavie (P) : Promu de deuxième division |

#### Poule pour le titre
| Rang | Équipe                   | Pts | J | G | N | P | Bp | Bc | Diff |
| ---- | ------------------------ | --- | - | - | - | - | -- | -- | ---- |
| 9    | FK Sarajevo              | 8   | 6 | 3 | 2 | 1 | 8  | 3  | +5   |
| 10   | NK Zagreb                | 7   | 6 | 2 | 3 | 1 | 6  | 6  | 0    |
| 11   | FK Rabotnički Skopje (P) | 5   | 6 | 2 | 1 | 3 | 10 | 14 | -4   |
| 12   | FK Mačva Šabac           | 3   | 6 | 1 | 2 | 3 | 7  | 8  | -1   |

|  | Relégation directe en deuxième division |
|  | (P) : Promu de deuxième division        |

## Bilan de la saison
| Championnat de Yougoslavie de football 1952                             |                         |
| Champion                                                                | Hajduk Split (4e titre) |
| Coupes et trophées                                                      |                         |
| Vainqueur de la Coupe de Yougoslavie 1952                               | FK Partizan Belgrade    |
| Promotions et relégations                                               |                         |
| Promus en Prva Liga                                                     | Velez Mostar            |
| Promus en Prva Liga                                                     | Spartak Subotica        |
| Relégués en Championnat de Yougoslavie de football de deuxième division | FK Rabotnički Skopje    |
| Relégués en Championnat de Yougoslavie de football de deuxième division | FK Mačva Šabac          |